# Моздівка
Моздівка (рос. Моздовка) — селище в Совєтському районі Курської області Російської Федерації.
Населення становить 91 особу. Входить до складу муніципального утворення Волжанська сільрада.

## Історія
Населений пункт розташований на території українського етнічного та культурного краю Східна Слобожанщина.
Від 2004 року входить до складу муніципального утворення Волжанська сільрада.

## Населення
| 2002 | 2010 |
| ---- | ---- |
| 120  | ↘91  |